# باش‌سیز (جلیل‌آباد)
باش‌سیز (به لاتین: Bashsyz) یک منطقه مسکونی در جمهوری آذربایجان است که در شهرستان جلیل‌آباد واقع شده است.